# Colostygia gremmingeri
Colostygia gremmingeri är en fjärilsart som beskrevs av Karl Schawerda 1942. Colostygia gremmingeri ingår i släktet Colostygia och familjen mätare. Inga underarter finns listade i Catalogue of Life.